# Festival Biarritz Amérique latine 2019
Le Festival Biarritz Amérique latine 2019, 28e édition du festival, se déroule du 30 septembre au 6 octobre 2019.

## Déroulement et faits marquants
Le 5 octobre 2019, le palmarès est dévoilé : le film brésilien La Fièvre (A Febre) de Maya Da-Rin remporte l'Abrazo d'or du meilleur film. Le prix du jury est décerné au film brésilien La Vie invisible d'Eurídice Gusmão (A Vida Invisível de Eurídice Gusmão) de Karim Aïnouz qui remporte aussi le prix du Syndicat Français de la critique de cinéma. Le prix du public est remis au film guatémaltèque  La Llorona de Jayro Bustamante,.

## Jury

### Longs métrages
- Mireille Perrier (présidente du jury), actrice
- Thomas Cailley, réalisateur
- Emilie Deleuze, réalisatrice
- Didar Domehri, productrice
- José Muñoz, dessinateur

## Sélection

### En compétition
- 1100 de Diego Castro  Argentine
- La Fièvre (A Febre) de Maya Da-Rin  Brésil
- Alelí de Leticia Jorge Romero  Uruguay  Argentine
- Canción sin nombre de Melina León  Pérou  Espagne
- Ceniza Negra de Sofía Quirós Ubeda  Costa Rica  Argentine  Chili
- La bronca de Daniel et Diego Vega  Pérou  Espagne  Colombie
- La Llorona de Jayro Bustamante  Guatemala
- La Vie invisible d'Eurídice Gusmão (A Vida Invisível de Eurídice Gusmão) de Karim Aïnouz  Brésil
- Las buenas intenciones de Ana García Blaya  Argentine (film d'ouverture)
- Une mère incroyable (Litigante) de Franco Lolli  Colombie

### Film de clôture
- Où es tu, João Gilberto ? de Georges Gachot  France  Suisse

### Avant-premières
- Breve historia del planeta verde de Santiago Loza  Argentine
- La Cordillère des songes (La Cordillera de los sueños) de Patricio Guzmán  Chili
- Maternal de Maura Delpero  Argentine  Italie
- Nuestras Madres de César Díaz  Guatemala  Belgique  France
- Por el dinero de Alejo Moguillansky  Argentine
- Sem seu sangue de Alice Furtado  Brésil
- Waye. Heman. Aquí de Igoitz D. Ibargoitia, Andoni Marquinez et Irati Brinas  France

### Hommage àJúlio Bressane
- Beduino
- Educação Sentimental
- Sedução da Carne

### Focus Patagonie
- Chubut, Freedom And Land de Carlos Echevarría  Argentine
- El viento sabe que vuelvo a casa (La Cordillera de los sueños) de José Luis Torres Leiva  Chili
- Escribir desde el sur del mundo de Ignacio Masllorens  Argentine  Colombie
- Le Bouton de nacre (El botón de nácar) de Patricio Guzmán  Chili
- Los jóvenes muertos de Leandro Listorti  Argentine
- Minga de Malala Lekander  Argentine
- El invierno de Emiliano Torres  Argentine
- Rey de Niles Atallah  Chili
- Zona Franca de Georgi Lazarevski  France

## Palmarès

### Longs métrages
- Abrazo du meilleur film : La Fièvre (A Febre) de Maya Da-Rin
- Prix du jury : La Vie invisible d'Eurídice Gusmão (A Vida Invisível de Eurídice Gusmão) de Karim Aïnouz
- Mention spéciale du jury : Canción sin nombre de Melina León
- Prix du Syndicat Français de la critique de cinéma : La Vie invisible d'Eurídice Gusmão (A Vida Invisível de Eurídice Gusmão) de Karim Aïnouz
- Prix du public : La Llorona de Jayro Bustamante